# Phalerodes
Phalerodes is een geslacht van vlinders van de familie uilen (Noctuidae), uit de onderfamilie Amphipyrinae.

## Soorten
- P. cauta (Hampson, 1902)
- P. rungsi Laporte, 1973